# Un millón de hormigas
«Un millón de hormigas» es una canción interpretada por el grupo español Alaska y Dinarama, publicada como tercer sencillo de su tercer álbum de estudio, No es pecado en 1987 por la compañía Hispavox. Carlos Berlanga y Nacho Canut compusieron conjuntamente la canción. La letra expresa el sentimiento de desilusión y liberación tras una relación tóxica. Se grabó una versión en inglés llamada «Gifts» para una maqueta.

## Publicación
Eventualmente, se consolidó como el penúltimo sencillo extraído del álbum. En un principio, Hispavox la lanzó como sencillo en formato de siete pulgadas, pero pronto tomó la decisión de distribuirla como maxisencillo en formato de doce pulgadas, incluyendo las versiones extendidas de «Nacida para perder» en la cara A, y «La voz humana» en la cara B.

## Vídeo musical
El videoclip de la canción fue grabado en un escenario del programa de televisión de TVE La bola de cristal, donde Alaska, junto a los demás miembros del grupo, se presenta sobre una plataforma, rodeada de una multitud de personas, interpretando la canción. En la grabación, se utiliza un croma que muestra a una pareja besándose en una combinación de colores amarillo y negro. Alaska aparece con unas gafas de sol y una chaqueta de cuero, además de su característico peinado, que presenta los lados afeitados. 

## Lista de canciones y formatos
| Sencillo de 7" |                         |          |  |
| N.º            | Título                  | Duración |  |
| 1.             | «Un millón de hormigas» | 3:20     |  |
| 2.             | «Nacida para perder»    | 3:29     |  |

| Maxisencillo de 12" |                                          |          |  |
| N.º                 | Título                                   | Duración |  |
| 1.                  | «Un millón de hormigas»                  | 3:20     |  |
| 2.                  | «Nacida para perder» (versión extendida) | 4:38     |  |
| 3.                  | «La voz humana» (versión extendida)      | 7:48     |  |

## Créditos y personal
| - Alaska: voz. - Carlos Berlanga: composición. - Nacho Canut: composición. - Nick Patrick: producción. | - Guillermo Peral: ingeniería. - Juan Gatti: diseño. - Paco Navarro: fotografía. |

Créditos adaptados de las notas de No es pecado.